# Stephan König (Musiker)

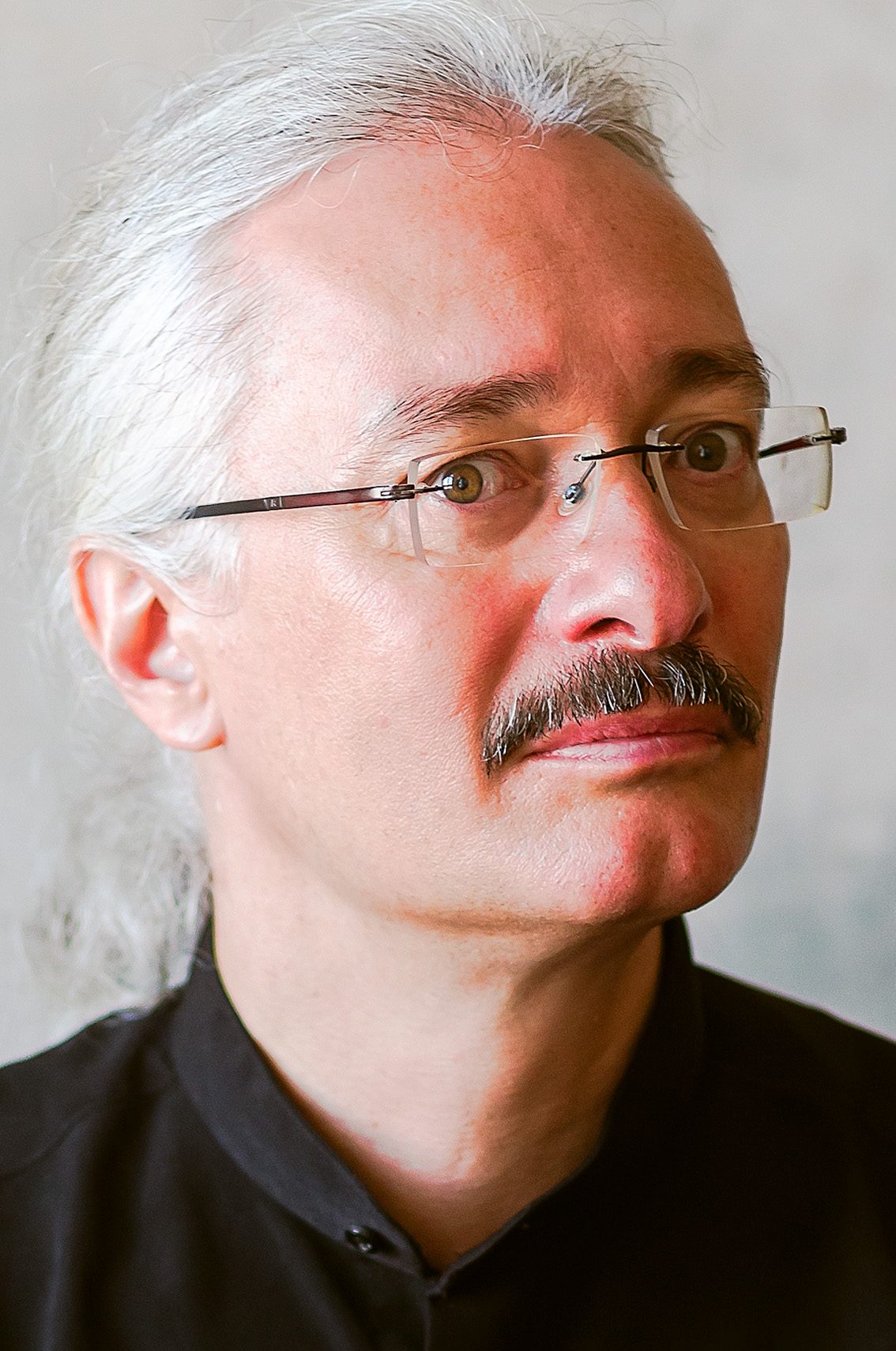
Stephan König (Foto vom Oktober 2018)

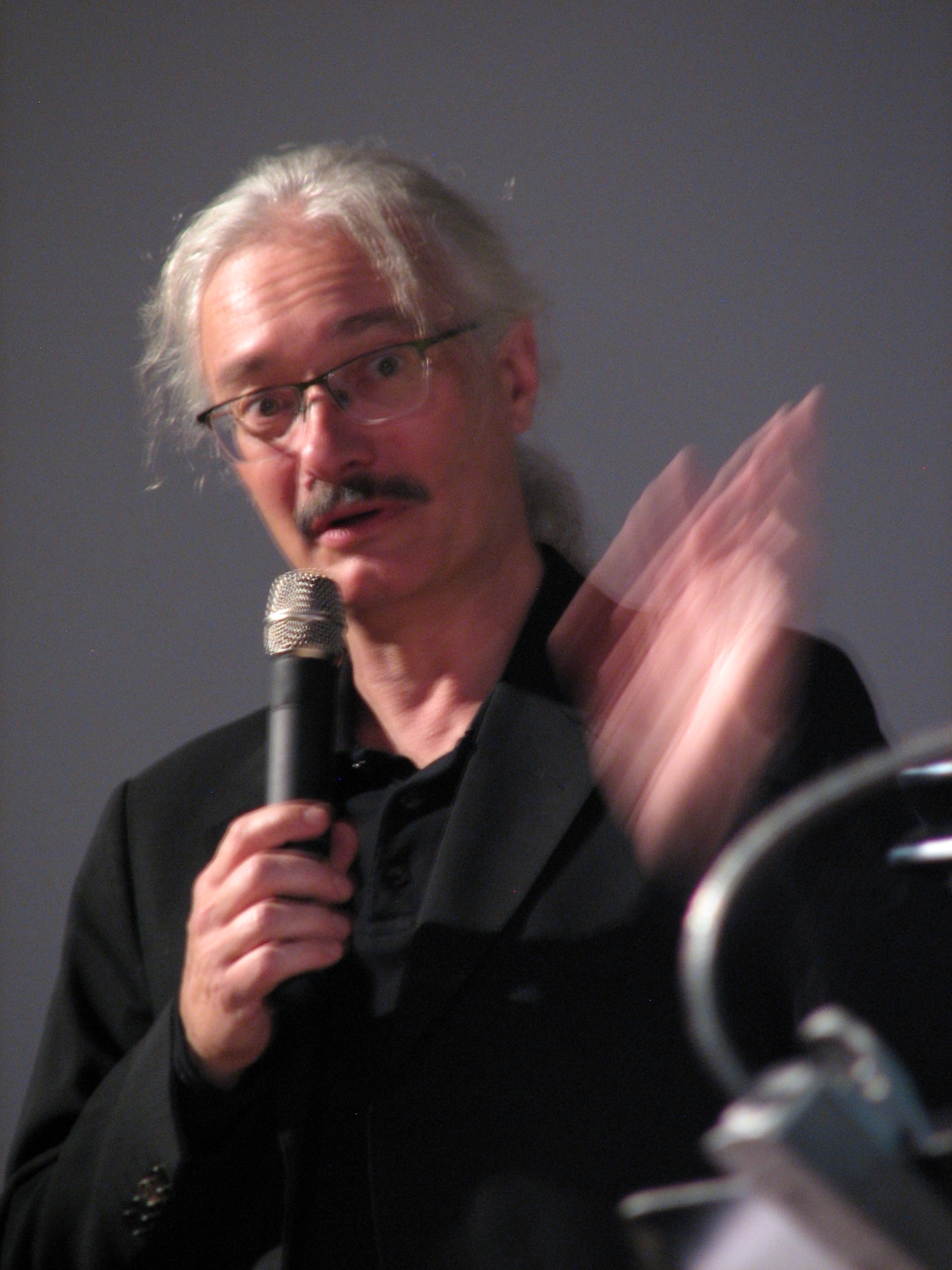
Stephan König (September 2018)

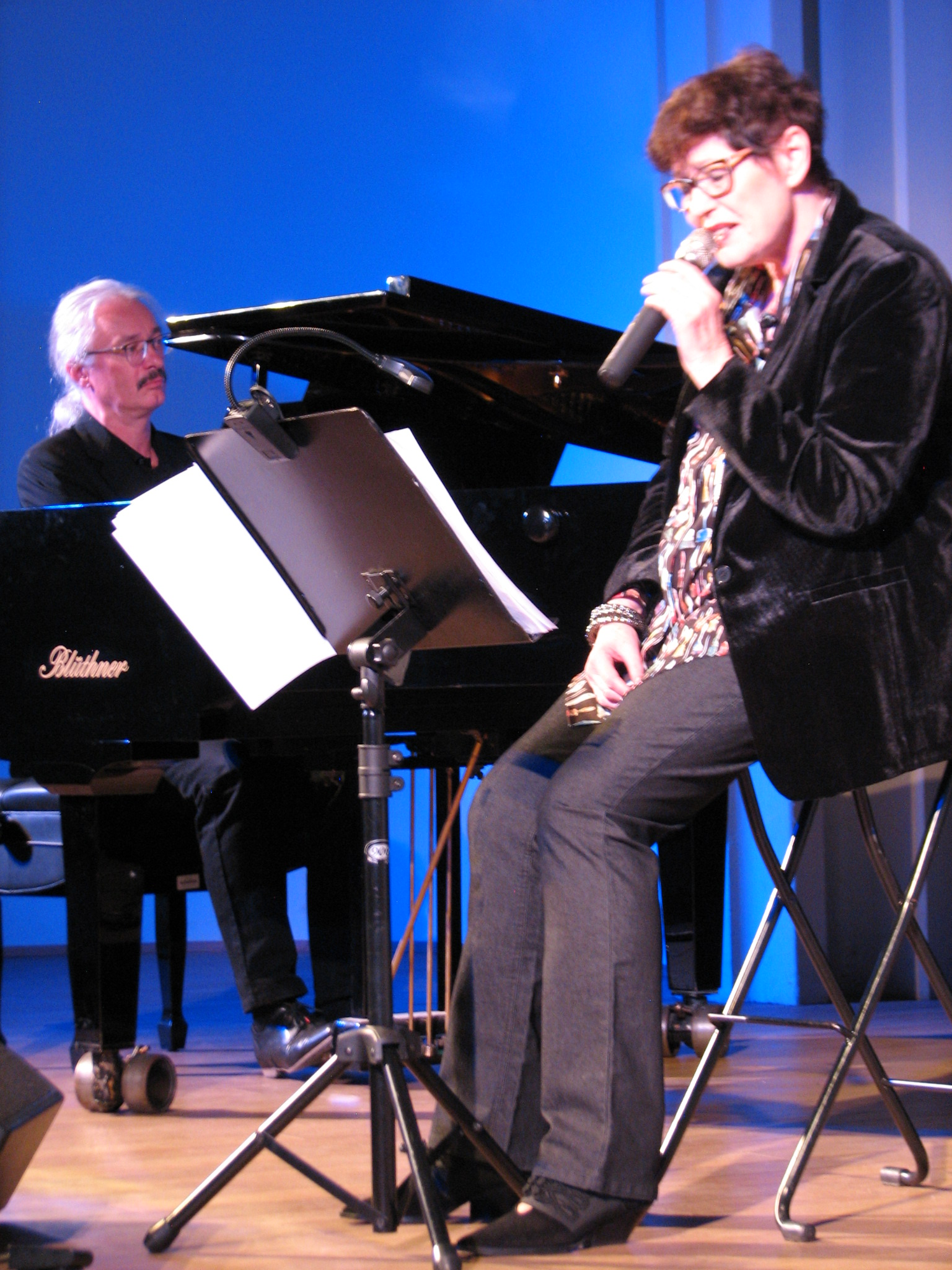
Stephan König und Uschi Brüning (September 2018)

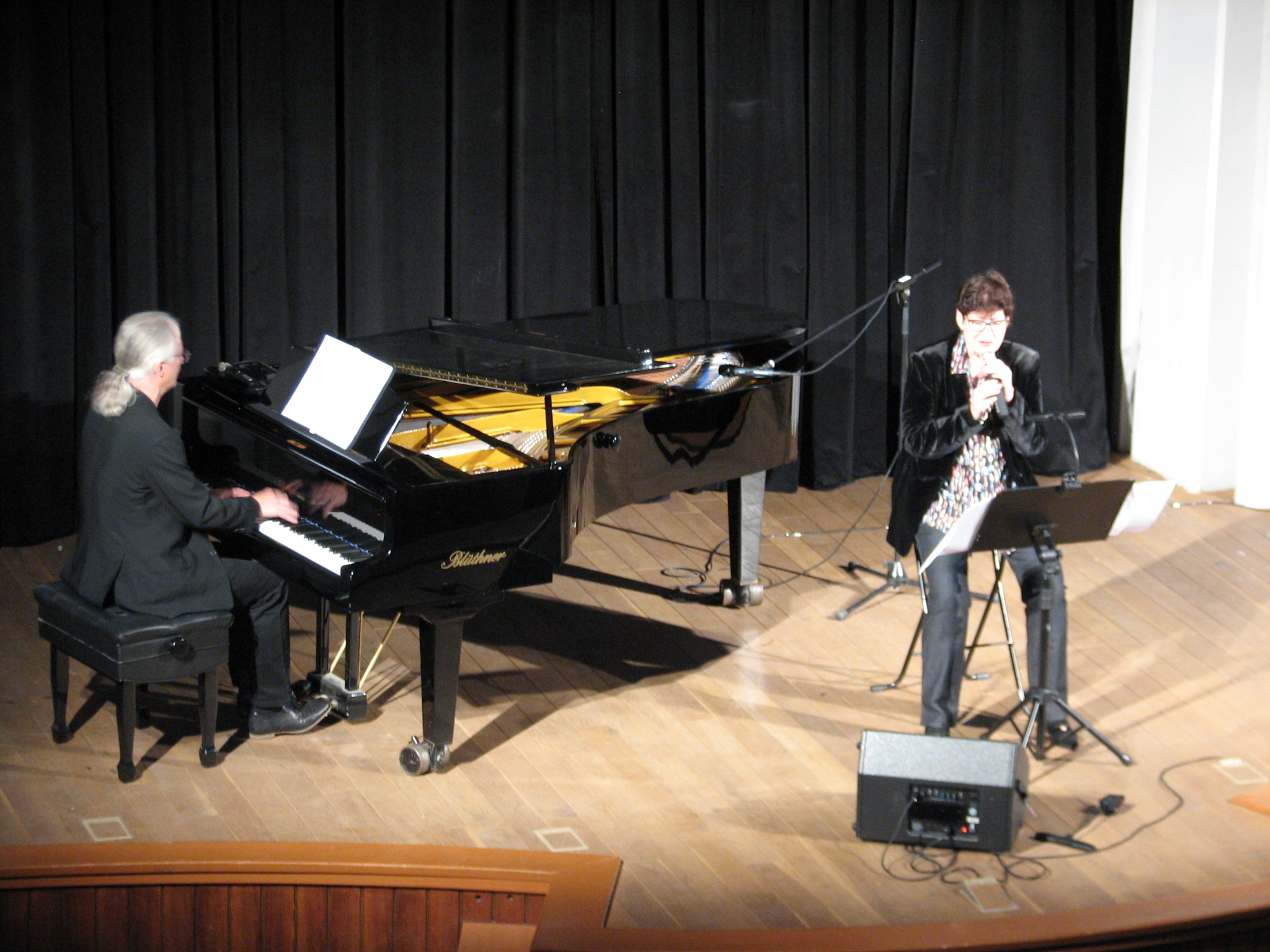
Stephan König im Konzert mit Uschi Brüning (Grimma, Gymnasium St. Augustin, 14. September 2018)

Stephan König (* 4. Oktober 1963 in Berlin) ist ein deutscher Komponist, Pianist und Dirigent. Er ist musikalischer Leiter des LeipJAZZig-Orkester und des Kammerorchesters artentfaltung und gilt als einer der maßgeblichen Jazzmusiker Leipzigs.

## Leben und Wirken
König wurde 1963 in Berlin geboren. Nach sechs Jahren Musikschulunterricht in Magdeburg war König von 1974 bis 1980 Schüler der Spezialschule für Musik in Halle/Saale. 1980 begann er ein Studium an der Hochschule für Musik „Felix Mendelssohn Bartholdy“ Leipzig in den Hauptfächern Dirigieren (Olaf Koch und Christian Kluttig), Klavier (Wolfram Merkel) und Komposition (Peter Herrmann) und schloss 1986 alle drei Fächer mit Diplom ab. Im Anschluss absolvierte er bis 1988 ein Zusatzstudium in Komposition an derselben Hochschule. Seit demselben Jahr hat er einen Lehrauftrag an der Hochschule inne. In der Fachrichtung Jazz/Popularmusik lehrt er derzeit Jazzklavier und Klavier.
1985 gastierte er als Cembalist des Landestheaters Halle in Polen. 1986 war er Gründungsmitglied des Jazz-Theaters Leipzig, dessen musikalischer Leiter er zwei Jahre lang war.
1987 begründete der Pianist gemeinsam mit  Thomas Moritz (Kontrabass) und Jörg Steffens (Schlagzeug) das König Trio. Nach wechselnden Besetzungen (u. a. mit Stephan „Grete“ Weiser, Tom Götze, Wolfram Dix, Frank-Endrik Moll) spielt er derzeit mit Thomas Stahr (Kontrabass) und Wieland Götze (Schlagzeug) zusammen. Das Trio trat u. a. beim Vilnius Jazz Festival (1988) und beim Sibiu Jazz Festival (1990) auf. 2010 gründete er ein Jazz Quartett, dem zusätzlich Reiko Brockelt (Saxophon) angehört. Dieses deckt einen Bereich zwischen Klassik und Jazz ab. 2018 spielten sie eine Jazzversion des Weihnachtsoratoriums im Herkulessaal in München. Im Duo trat König mit Fermín Villanueva (Violoncello) in Erscheinung.
1995 gehörte er zu den Initiatoren der Reihe gast-art am Schauspielhaus Leipzig, die er als künstlerischer Leiter betreute. 1996 initiierte er die Veranstaltungsreihe LeipJAZZig an der Leipziger Nikolaischule mit. 1997 wurde er Vorstandsmitglied der Initiative Leipziger Jazzmusiker e. V.
1998 gründete er das von ihm geleitete LeipJAZZig-Orkester, dem vierzehn Jazz-Solisten angehören. Es wirkte u. a. bei den Leipziger Jazztagen (1999, 2006), dem Internationalen Jazzfestival Münster (2006), dem Nanjing Jazz Festival (2007) und den Jazztagen Görlitz (2010) mit. 2017 spielte es in der Elbphilharmonie in Hamburg. Jürgen Wölfer verglich die Gruppe mit dem Vienna Art Orchestra. Bert Noglik bezeichnet das LeipJAZZig-Orkester als „Kultband“.
Von 1999 bis 2008 war er künstlerischer Vorstand des JazzKosmos e. V. 2007 wurde das Kammerorchester artentfaltung von ihm und der Malerin und Grafikerin Christl Maria Göthner ins Leben gerufen, dessen künstlerischer Leiter er ist. Von 2008 bis 2014 war er ständiger Pianist im Figaro-Radio- bzw. Figaro-Lese-Café auf MDR Figaro. In den 2010er Jahren spielte er wiederholt am Klavier und Keyboard mit dem MDR-Sinfonieorchester zusammen. Weiterhin arbeitete er u. a. mit Nigel Kennedy, Lyambiko, Florian Poser und dem Ensemble Amarcord zusammen.
Gastverträge bestehen mit verschiedenen Orchestern und Bühnen. Konzertreisen führten ihn ins In- und Ausland. König war an mehreren CD-, Rundfunk- und Fernsehproduktionen beteiligt. Sein Œuvre umfasst Orchester-, Kammer- und Vokalmusik, Jazz sowie Musiktheater und Schauspiel. Auftragswerke erhielt er u. a. vom Gewandhaus Leipzig, von der Oper Leipzig, vom Akademischen Orchester Leipzig, vom Mitteldeutschen Rundfunk und vom Thomanerchor Leipzig. König verantwortete zahlreiche Bearbeitungen, so wurde seine Fassung für Gesang und Streichquartett des Liederzyklus The Juliet Letters (von Elvis Costello) 2009 durch Ines Agnes Krautwurst und das Leipziger Streichquartett uraufgeführt.
Dreimal pro Jahr organisiert der Augustiner-Verein des Gymnasiums St. Augustin in Grimma die Augustiner-Konzerte, für die Stephan König die musikalische Verantwortung trägt. In der 32. Folge der Augustiner-Konzerte brachte König am 14. September 2018 das Programm Herzenslieder mit Uschi Brüning zur Aufführung, das er gemeinsam mit der Sängerin erarbeitet hat.
Hagen Kunze und Peter Korfmacher nannten König den „Jazz-Guru“ von Leipzig.
Stephan König lebt mit der Malerin Christl Maria Göthner zusammen.

## Auszeichnungen
- 1976: Diplom (Klavier solo), Virtuosi per Musica di Pianoforte, Ústí nad Labem (ČSSR)
- 1977: 1. Platz Klavier Gruppe A und Sonderpreis, 8. Improvisations-Wettbewerb Weimar
- 1979: 2. Platz Klavier Gruppe B, 10. Improvisations-Wettbewerb Weimar
- 1981: 2. Preis Klavier Gruppe C und Sonderpreis, 11. Improvisations-Wettbewerb Weimar
- 1982: 5. Platz Klavier Gruppe C, 12. Improvisations-Wettbewerb Weimar
- 1983. 1. Preis Klavier Gruppe C, 13. Improvisations-Wettbewerb Weimar
- 1987: Preis des Verbandes der Komponisten und Musikwissenschaftler der DDR, 9. Tage des Chansons in Frankfurt/Oder
- 1992: Preis des Verlages Neue Musik Berlin, 11. Tage des Chansons in Frankfurt/Oder
- 2024: Sächsischer Mozartpreis 2024[11]

## Werke (Auswahl)
- Klaviertrio (1984)
- 3 Lieder nach Texten von Johann Christian Günther (1985)
- Toccata für Klavier (1985)
- Ballade für Orchester (1986)
- Leb wohl, Judas (1986)
- DEHNSUCHT (1987–1990)
- Raviolo (1987)
- Geisterfahrer (1987)
- Der Tod von Bessie Smith (1988)
- Marilyn Memories (1992)
- ZUSAMMENALLEIN (1994). Ballettmusik
- SPRINGSWING (1996)
- BILLARD (1996). Musical gemeinsam mit Lothar Bölck. UA: 29. Mai 2001 Leipzig (Eröffnung, Konzertsaal der Hochschule für Musik und Theater „Felix Mendelssohn Bartholdy“ Leipzig, Regie: Rüdiger Evers)
- Konzert für Klavier und Orchester (1997). UA: 21. September 2009 Jena (Volkshaus Jena, Jenaer Philharmonie, Stephan König (Klavier), u. v. a. m., Leitung: Hans Rotman)
- Zyklus für Jazz-Orchester (1998)
- FROZEN MOMENTS (2000). Konzert für Klavier und Streichquartett. UA: 27. Juni 2000 Leipzig (Kuppelhalle am Augustusplatz Leipzig, Stephan König (Klavier), Leipziger Streichquartett)
- SAXOPHONIE (2000)
- quadruple talk (2001)
- BOUNDLESS MUSIC (2001). Konzert für Jazz-Trio und Sinfonie-Orchester. UA: 28. Mai 2001 Leipzig (VI. Akademisches Konzert, Großer Saal, Gewandhaus, Akademisches Orchester Leipzig, Stephan König (Klavier), Stephan Weiser (Kontrabass), Wolfram Dix (Schlagzeug), Leitung: Horst Förster)
- Schnittstelle (2001)
- tap it deep (2002)
- Nichtsfabrik (2002)
- 3 Winterlieder (2003)
- four flight pictures (2003)
- ZAUBERSPRÜCHE (2004)
- Konzert für Klavier und Jazz-Orchester (2005)
- Bläserquintett (2005)
- Amadeus’ Klavier (2006). Ein musikalisches Theater in 2 Akten. Libretto: Philipp J. Neumann. UA: 18. Juni 2006 Leipzig (Großer Saal, Gewandhaus, GewandhausKinderchor, u. v. a. m., Leitung: Frank-Steffen Elster)
- Ballade für Jazz-Orchester (2006)
- Konzert für Klavier und Kammerorchester (2007)
- Die Beschwörung der Oper (2007). Kantate für gemischten Chor, Kinderchor, Orchester und Bigband. Text: Philipp J. Neumann. UA: 11. November 2007 Leipzig (Wiedereröffnung, Oper Leipzig, Leipziger Universitätschor, GewandhausKinderchor, Kinderchor der Oper Leipzig, BigBand und Jazzchor der Hochschule für Musik und Theater Leipzig, Leipziger Universitätsorchester, Leitung: Stephan König)
- nocturnal awaking (2008)
- Klang Auerbach (2009)
- 12 Préludes für Klavier (2009) – Jazzinspirierte Klangbilder. UA: 20. März 2010 Leipzig (Mediencampus Leipzig, Stephan König (Klavier))
- Rhythmic Contacts (2009)
- SCHILLER2009 (2009) – Friedrich Schiller zum 250. Geburtstag. UA: 10. November 2009 (Gewandhaus, Martin Petzold (Gesang), Ines Agnes Krautwurst (Gesang), Sebastian Ude (Violine), Henry Schneider (Viola), Wolfram Stephan (Violoncello), Thomas Stahr (Kontrabass, Bassgitarre), Thomas Winkler (Percussion), Stephan König (Klavier, Leitung, Videoprojektion))
- Duo für Kastagnetten und Klavier (2010)
- Ballade für Klavier und Kammerorchester (2010)
- elm & oak (2011)
- Rhapsodie für Riesengeige und Orchester (2011)
- Die Reise zum Mond (2012). Filmmusik zu Le Voyage dans la Lune von Georges Méliès (1902). UA: 1. Juni 2012 Leipzig (Reihe Eins: Reise-Geschichten, MDR-Kubus, artentfaltung)
- Flux alabastrum (2013)
- LUCID DREAMS – Konzert für Klavier und Orchester (2013). UA: 20. März 2014 Leipzig (19. Festival LeipJAZZig, UT Connewitz, LeipJAZZig-Orkester, artentfaltung, Stephan König (Leitung, Klavier))
- pulsar variations – Konzert für Klavier und Kammerorchester (2014). UA: 7. November 2014 Schönebeck (8. IMPULS-Festival für Neue Musik in Sachsen-Anhalt, Dr.-Tolberg-Saal, Mitteldeutsche Kammerphilharmonie, Stephan König (Klavier), Leitung: Gerard Oskamp)
- Perpinoa – Trio für Pipa, Piano und Percussion (2014)
- Haddock (2015). Chorkantate zum Exil des Thomanerchores in der Fürstenschule St. Augustin in Grimma nach den Luftangriffen auf Leipzig am 4. Dezember 1943. UA: 17. Juni 2015 Leipzig (Bachfest Leipzig 2015, Thomaskirche, Leipziger Cantorey, Thomanerchor, Staatskapelle Weimar, Leitung: Thomaskantor Georg Christoph Biller)
- Wasserpyramiden – Hommage à Paul Klee (2015). Quartett für Englischhorn, Fagott, Viola und Gitarre (op. 206). UA: 23. April 2015 Leipzig (Museum der bildenden Künste in Leipzig, Ensemble Sortisatio)
- Die Winde des Sommers (Los vientos del verano) (2015)
- SOLARIS – a jazz-symphonic poem (2015)
- An der Arche um Acht (2016)
- Agapanthe – Trio für Violine, Violoncello und Klavier (2016)
- Sieben Arten den Regen zu beschreiben (2017)
- Dreamscapes (2017). Musikalische Traumlandschaften für Jazz-Trio und Orchester. UA: 29. Januar 2018 Leipzig (Gewandhaus, Akademisches Orchester Leipzig, Stephan König (Klavier), Thomas Stahr (Kontrabass), Dominique Ehlert (Schlagzeug), Leitung: Horst Förster)

## Diskographie (Auswahl)
- LeipJAZZig-Orkester Vol. 1/2 [Live aus der naTo] (querstand 2005/2007) mit dem LeipJAZZig-Orkester (Ltg. Stephan König) // Ballade für Jazz-Orchester, Konzert für Klavier und Jazz-Orchester u. a.
- K3 – Die drei Klavierkonzerte (auris-subtilis 2008) mit Stephan König (Klavier, Ltg.), der Jenaer Philharmonie, Hans Rotmann (Ltg.), dem Kammerorchester artentfaltung und dem LeipJAZZig-Orkester // Konzert für Klavier und Orchester, Konzert für Klavier und Kammerorchester, Konzert für Klavier und Jazz-Orchester
- Hommage an Paul und Paula (aus dem Original-Soundtrack von Peter Gotthardt) [CDs/DVD] (Buschfunk 2010)
- 12 Préludes für Klavier – Jazzinspirierte Klangbilder op. 186 (Friedrich Hofmeister Musikverlag 2010)
- komm herein (Timezone 2010) mit dem nurso-chanson
- CHANSONetteS mit Bach (Rondeau Production 2012) mit Ute Loeck (Chansonette), Georg Christoph Biller (Thomaskantor) und Stephan König (Klavier)
- Bach in Jazz (Rondeau Production 2012) mit dem Stephan König-Trio und Martin Petzold (Tenor)
- Stern-Combo Meißen: Bilder Einer Ausstellung [The Rock Version, Live, CD/DVD] (Buschfunk 2015) mit dem Leipziger Symphonieorchester und dem Landesjugendchor Sachsen (Ltg. Stephan König)
- Bachfest Leipzig 2015 – Ausgewählte Höhepunkte (Bachfest Leipzig 2015) mit der Leipziger Cantorey, dem Thomanerchor Leipzig, der Staatskapelle Weimar und Georg Christoph Biller u. a. // Haddock